# Airemón mac Áeda
Airemón mac Áeda lub Éiremón mac Áeda (zm. 886 r.) – król Ulaidu (Ulsteru) razem z bratem Eochocánem z dynastii Dál Fiatach od 882 r. do swej śmierci, syn Áeda (zm. 839 r.), syna Eochaida VI mac Fíachnai (zm. 810 r.), króla Ulaidu.
W 839 r. ojciec Áed mac Eochada wraz ze swymi krewnymi dokonał zabójstwa na swym bracie i królu Ulaidu, Muiredachu III mac Eochada. Matudán mac Muiredaig mszcząc się za śmierć ojca, zabił swego stryja. Tenże po tym wydarzeniu stał się królem Ulaidu. Potomkowie Áeda czekali na objęcie władzy w Ulaidzie do r. 873. Wówczas Ainbíth, brat Airemóna, objął tron po sędziwym Lethlobarze mac Loingsig z Dál nAraidi.   
W 882 r. Anbíth brał udział w potyczce z Conailli Muirthemne, w której poległ wraz z Conallánem mac Máele Dúin, królem Cuib (Uí Echach Cobo) oraz innymi panami z wielkich rodów. Po śmierci Anbítha tron Ulaidu przeszedł na dwóch braci, Airemóna i Eochocána, którzy odtąd wspólnie rządzili. Jednak brat niebawem został zamordowany przez swych bratanków, synów Ainbítha, w 883 r. Od tego czasu Airemón rządził Ulaidem samodzielnie. Po trzech latach rządów zginął z ręki wikinga, Eloira, syna Iergne’a (inne wersje imienia: Eoloir m. Ergní lub Eloir m. Iargni). Po jego śmierci władzę nad Ulaidem objął bratanek, Fiachna V mac Ainbítha.  
Miał trzech synów:  Bécca II mac Airemóin, przyszłego króla Ulaidu, oraz Riagana i Muiredacha. Od niego wywodzi się ród Uí Airemóin w Inismore (zapewne miejscowość Islandmore w Killinchy).